# موقد المطبخ

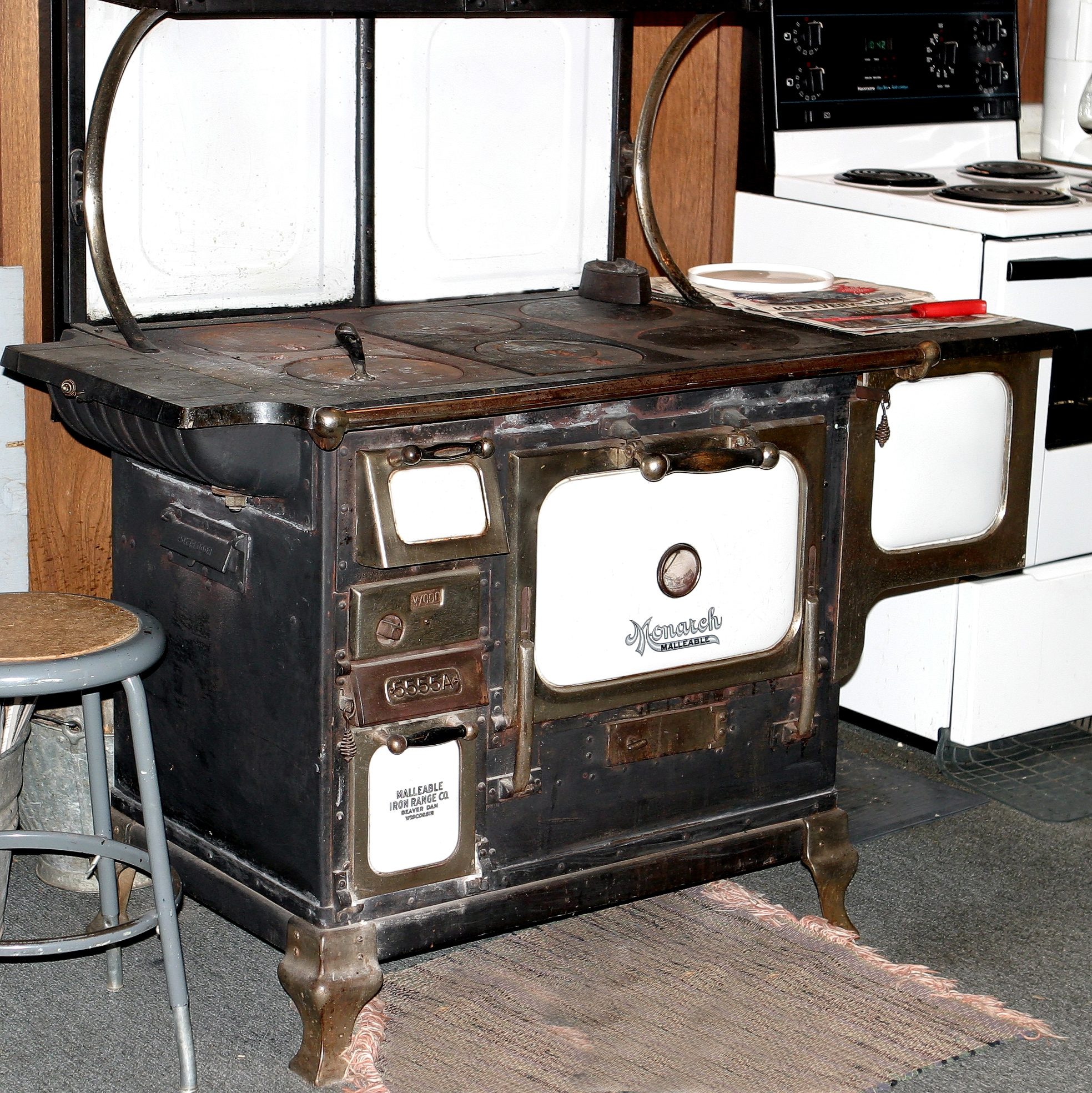
موقد حديدي يعمل بالحطب.

موقد المطبخ أو فرن الطبخ أو موقد البوتاجاز (بالإنجليزية: Kitchen stove)‏ هو أداة رئيسية لا يمكن الاستغناء عنها في أي مطبخ. يستخدم الموقد لـطهي الطعام أو التسخين حيث يسلط حرارة عالية على أواني الطهي.

## نبذة
تختلف المواقد من حيث الشكل والحجم ونوع الوقود، وبشكل عام، يحتوي الموقد عادة على جزأين أساسين. جزء سطحي مكون من عدة دوائر تصدر حرارة مباشرة وجزء يكون كالحجرة تتوزع فيها الحرارة في جميع أنحاء الحجرة وتستعمل للخبز. تستخدم المواقد مصادر مختلفة لإنتاج الحرارة اللازمة، فيعضها يستخدم الخشب أو الفحم ويعتمد على احتراقها لإنتاج الحرارة وتسمى مواقد الحطب. في حين أن موقد الغاز يعتمد على احتراق نوع معين من الغاز لإنتاج الحرارة، وتوجد أيضا أنواع تعتمد على الكهرباء لإنتاج الحرارة وتسمى المواقد الكهربائية
وفي الوقت الذي لم تكن فيه المواقد متاحة أو موجودة، كان الأولون يقومون بإشعال الحطب في العراء لأغراض الطهي أو التدفئة، حيث تحدد قطعة على الأرض وتحاط بالحجارة ثم يوضع فيها الحطب ويتم إشغاله. وبعد التطور الصناعي، توفرت المواقد وأصبحت مصادر أكثر فعالية وأمنا للطهي. وعندما أصبحت البيوت تستخدم أنظمة التدفئة المركزية، لم تعد هناك حاجة لإشعال الحطب للتدفئة كذلك.
وتعتبر المواقد التي تعتمد على آلية الاحتراق لإنتاج الحرارة التصميم الأساسي للمواقد. فحسب دراسة أجريت في 2012، تبين أن 50% تقريبا من سكان العالم، الدول النامية تحديدا، يعتمدون على مواقد تستخدم منتجات حيوية، مثل الخشب والفحم ومخلفات المحاصيل والحيوانات، كوقود للمواقد في مطابخهم.
وعلى الرغم من ذلك، فإن المواقد التي تعتمد على الغاز الطبيعي والكهرباء لإنتاج الحرارة هي أكثر أنواع المواقد استخداما في الدول الغربية وذلك لكونها خيار عمليا يجمع بين الفاعلية العالية والأمان عند الاستخدام.
توفر المصانع تصاميم مختلفة وأحجاما متعددة للمواقد الكهربائية ومواقد الغاز. غالبا ما تحتوي المواقد التي تستخدم في المطابخ الحديثة على سطح يحتوي على عيون متفاوتة في الحجم تنبعث منها الحرارة التي يمكن التحكم في قوتها والتي تلامس أواني الطهي مباشرة . كما تحتوي أيضا على حجرة لها باب متحرك، تسمى الفرن، تتوزع فيها الحرارة في جميع أنحائها حول أواني الطهي دون أن تتعرض الأواني مباشرة للحرارة. وعادة ما يكون مع الموقد وحدة، تسمى الشفاط، تقوم بشفط الدخان أو الروائح المنبعثة أثناء الطهي.
غالبا ما يفضل الطهاة والطباخون استخدام مواقد الغاز على مواقد الكهرباء لقدرتها العالية على توزيع الحرارة بشكل سريع وفعال أثناء الطهي.

## لمحة تاريخية

### مواقد المطبخ البدائية

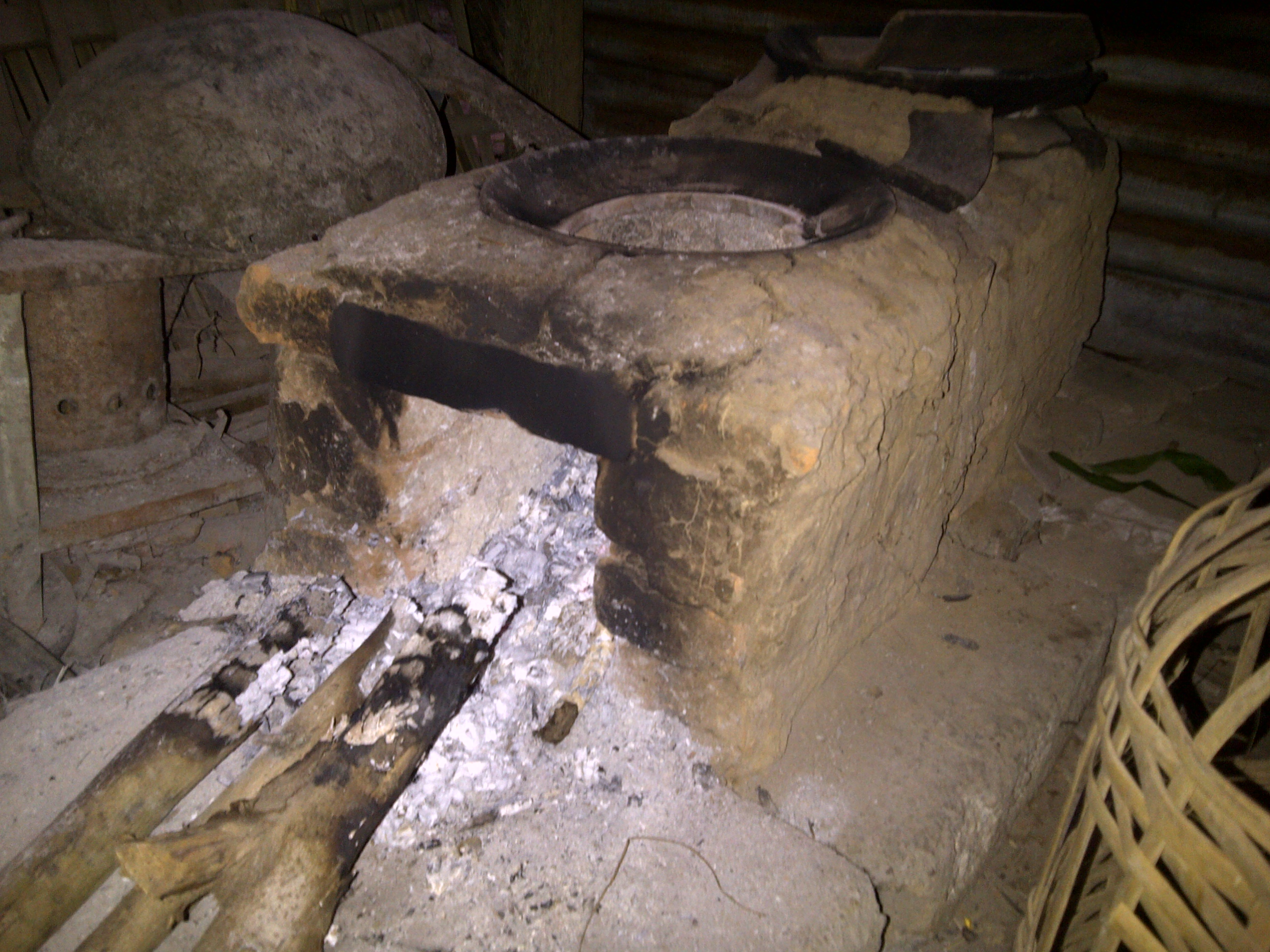
موقد من الطوب الإندونيسي التقليدي، يستخدم في بعض المناطق الريفية

كانت مواقد المطبخ قديما مصنوعة من الطين وكانت هذه المواقد تشبه حجرة طينية صغيرة وتشعل النار بداخلها. ومن الأمثلة عليها موقد كامادو (か ま ど) الذي ظهر في فترة كوفون من القرن الثالث وحتى السادس الميلادي في اليابان. كانت المواقد الطينية تعتمد على احتراق الحطب والفحم لإنتاج الحرارة.
لم تكن المواقد الطينية في اليابان فقط، بل ظهرت كذلك في الشرق الأوسط ، وكانت تسمى تنورا.

### المطابخ الحديثة
ظهرت المطابخ الحديثة كما نعرفها اليوم في تسعينيات القرن التاسع عشر على يد بنيامين طومسون حيث درس توزيع الحرارة علميا وحسن أداء المداخن وصمم المطبخ الحديث . بدأت تصاميم طومسون بتطوير عمل المداخن عن طريق عمل فتحة لها، هذا التصميم تطور لاحقا ليصبح المدفأة الداخلية التي نراها في معظم البيوت حاليا.
بعد نجاح هذا التصميم، صمم طومسون الموقد بحجرة اسطوانية لها فتحات سطحية للتسخين واستخدم الطوب لصناعته.

### موقد الغاز
ومع تطور التكنولوجيا في صناعة الوقود ظهرت مواقد الغاز على يد جيمس شارب في عشرينيات القرن التاسع عشر. افتتح شارب أول مصنع لإنتاج مواقد الغاز ف 1836.

### الموقد الكهربائي
مع ظهور الكهرباء وتوفرها للجميع، اخترع توماس أهيرن الموقد الكهربائي عام 1892. وقد تم عرض الموقد الكهربائي عام 1893 في معرض شيكاغو العالمي.

## المطهاة أو الموقد السطحي
تحتوي بعض المطابخ الحديثة على مطهاة (موقد سطحي) لا يتضمن حجرة الفرن السفلية، والذي يعتبر نسخه مصغره من الموقد المعروف، ويكون عادة على حامل أو على سطح الخدمة في طاولات المطبخ. تستخدم المطاهي في التسخين والطهي وتتوفر منها أنواع تعمل بالكهرباء وأخرى تعتمد على الغاز، كما يصاحبها عادة وحدة للشفط.